# Talang Silungko
Talang Silungko is een bestuurslaag in het regentschap Bungo van de provincie Jambi, Indonesië. Talang Silungko telt 1725 inwoners (volkstelling 2010).